# Cylindroiulus caeruleocinctus
Cylindroiulus caeruleocinctus es una especie de milpiés o Diplopoda de la familia Julidae.

## Galería

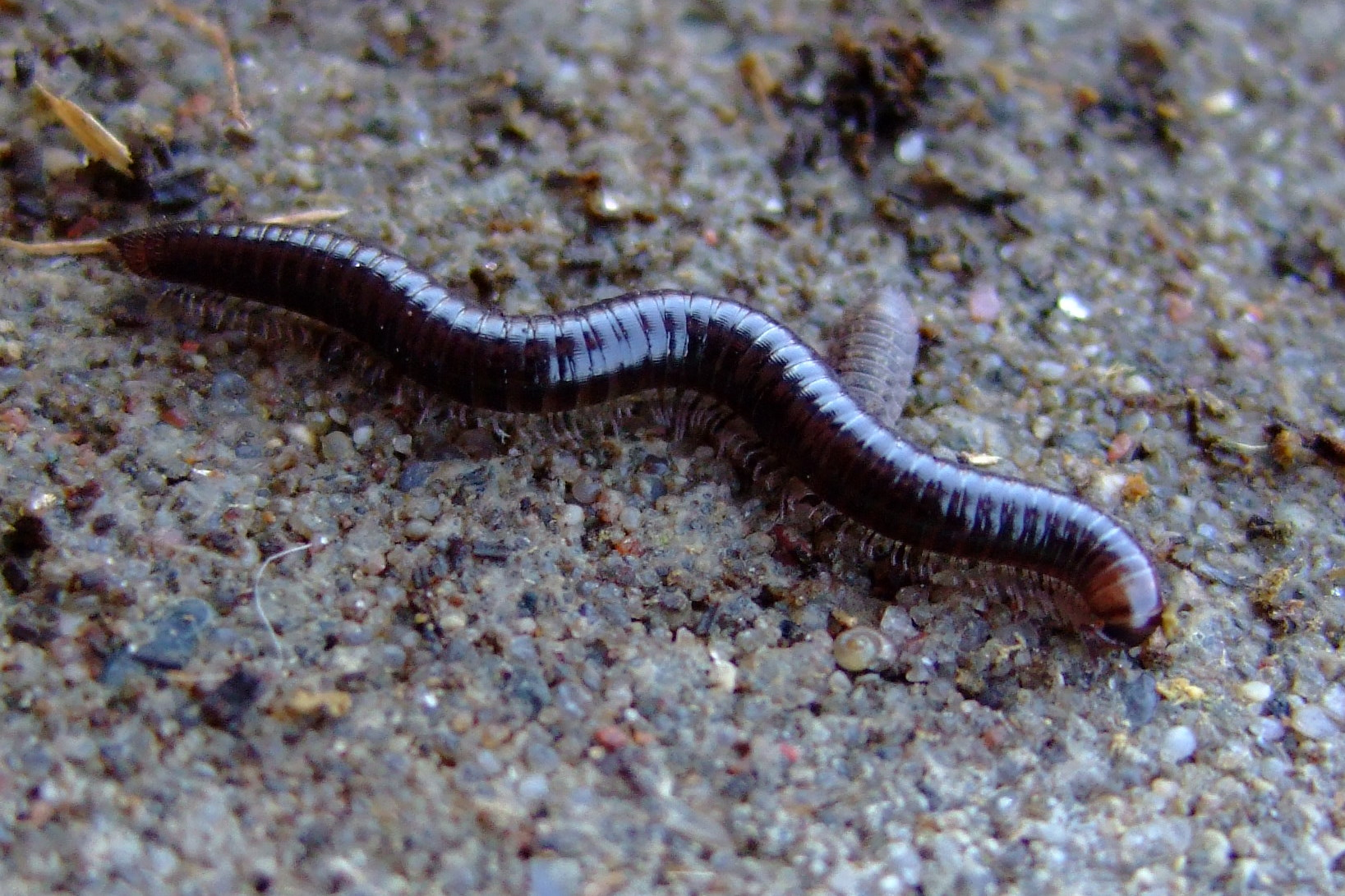
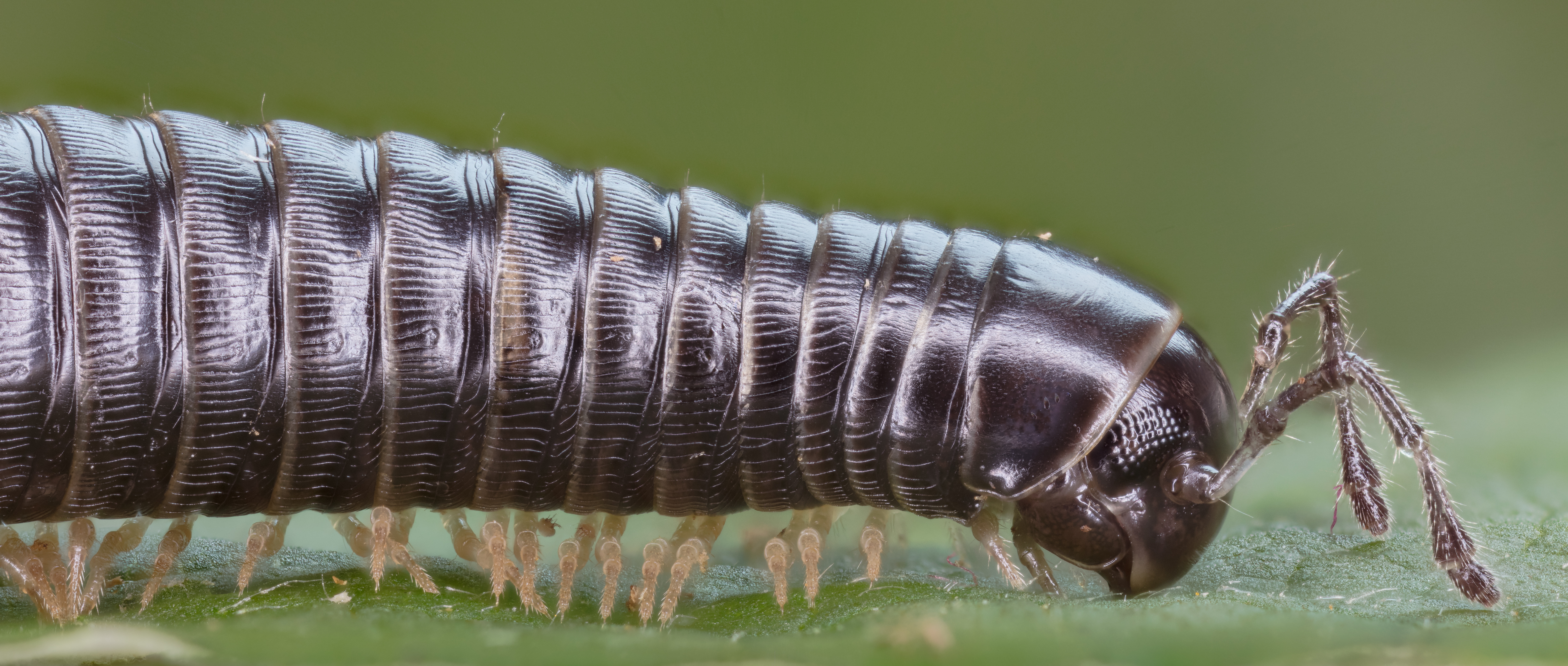
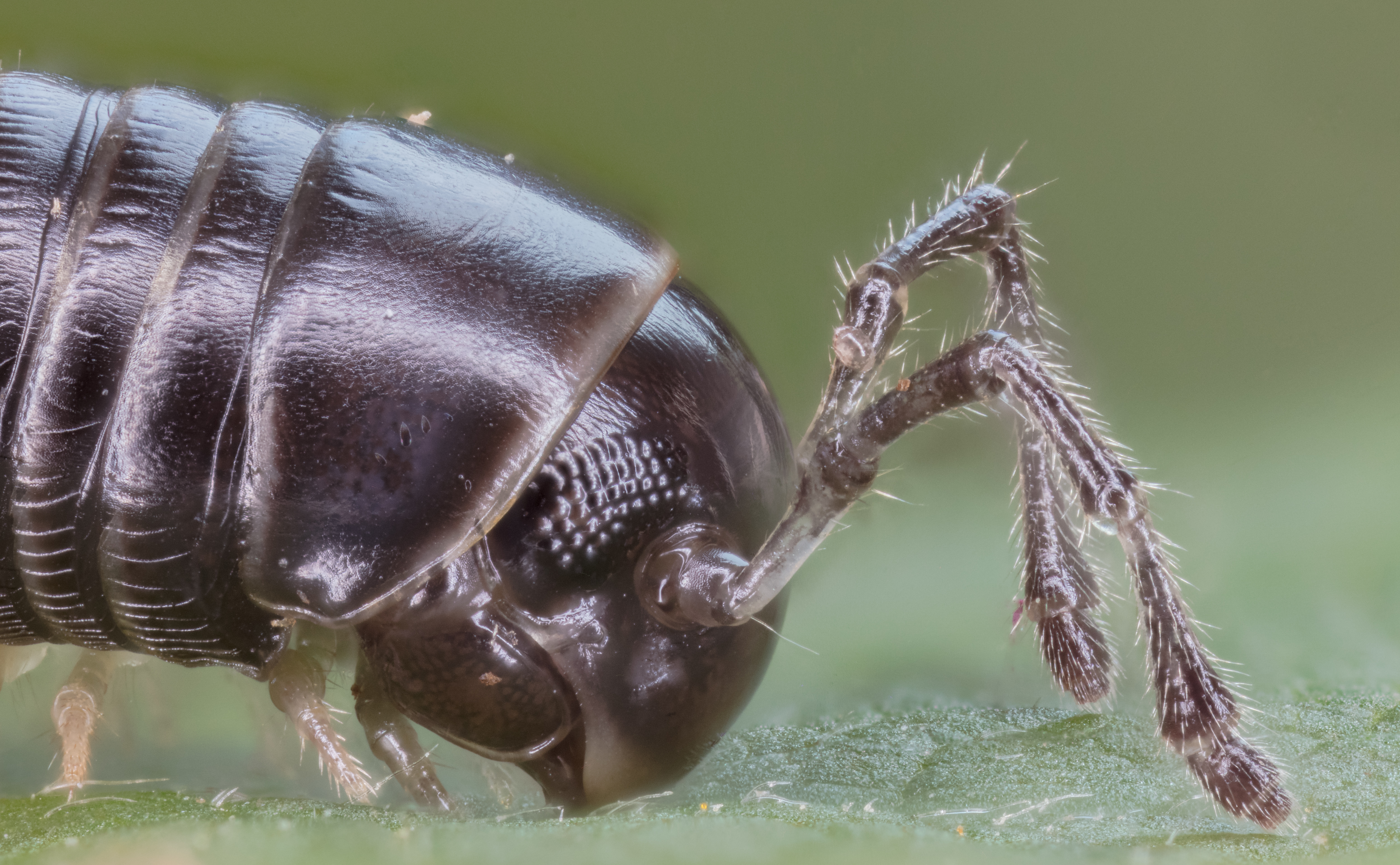
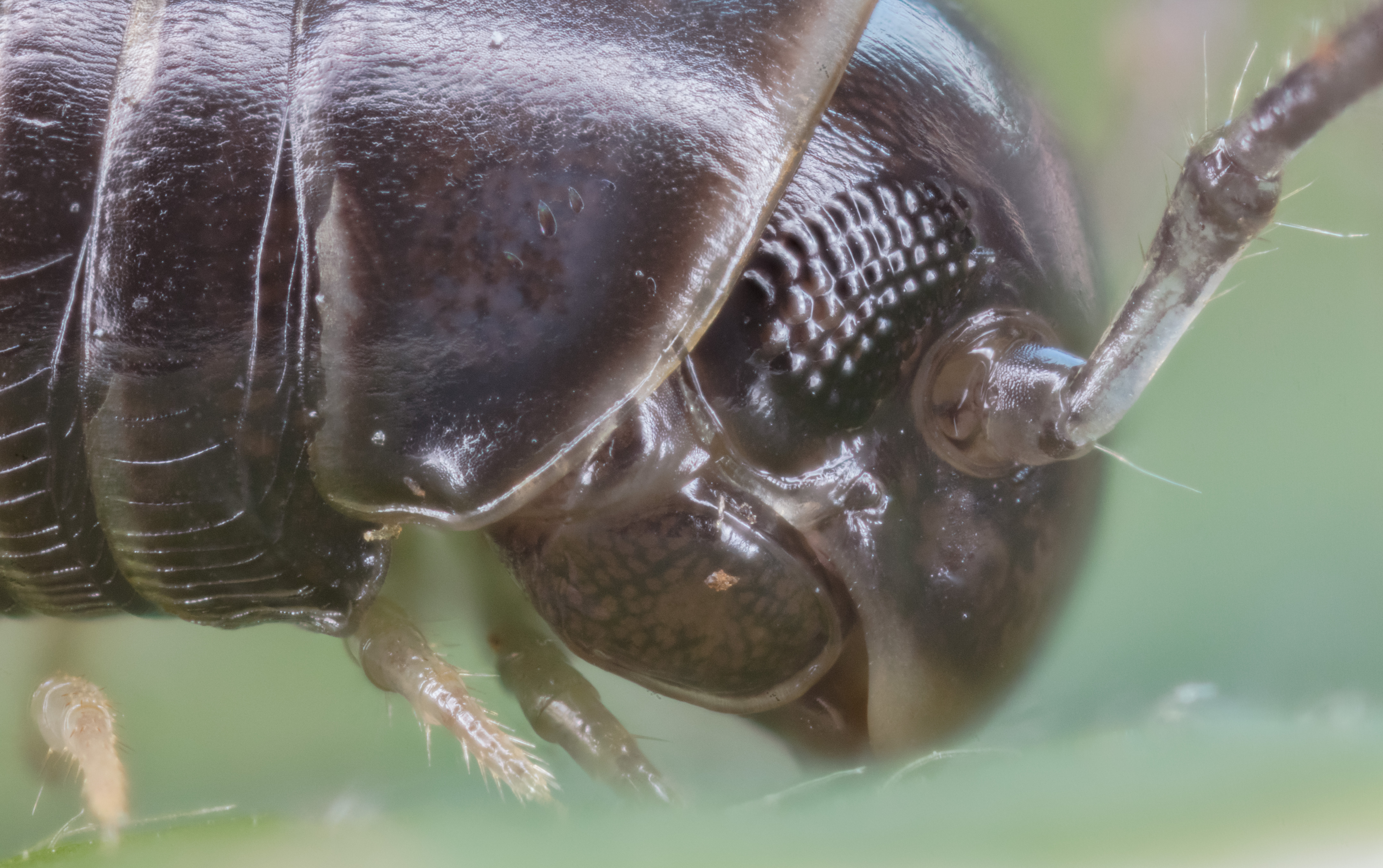
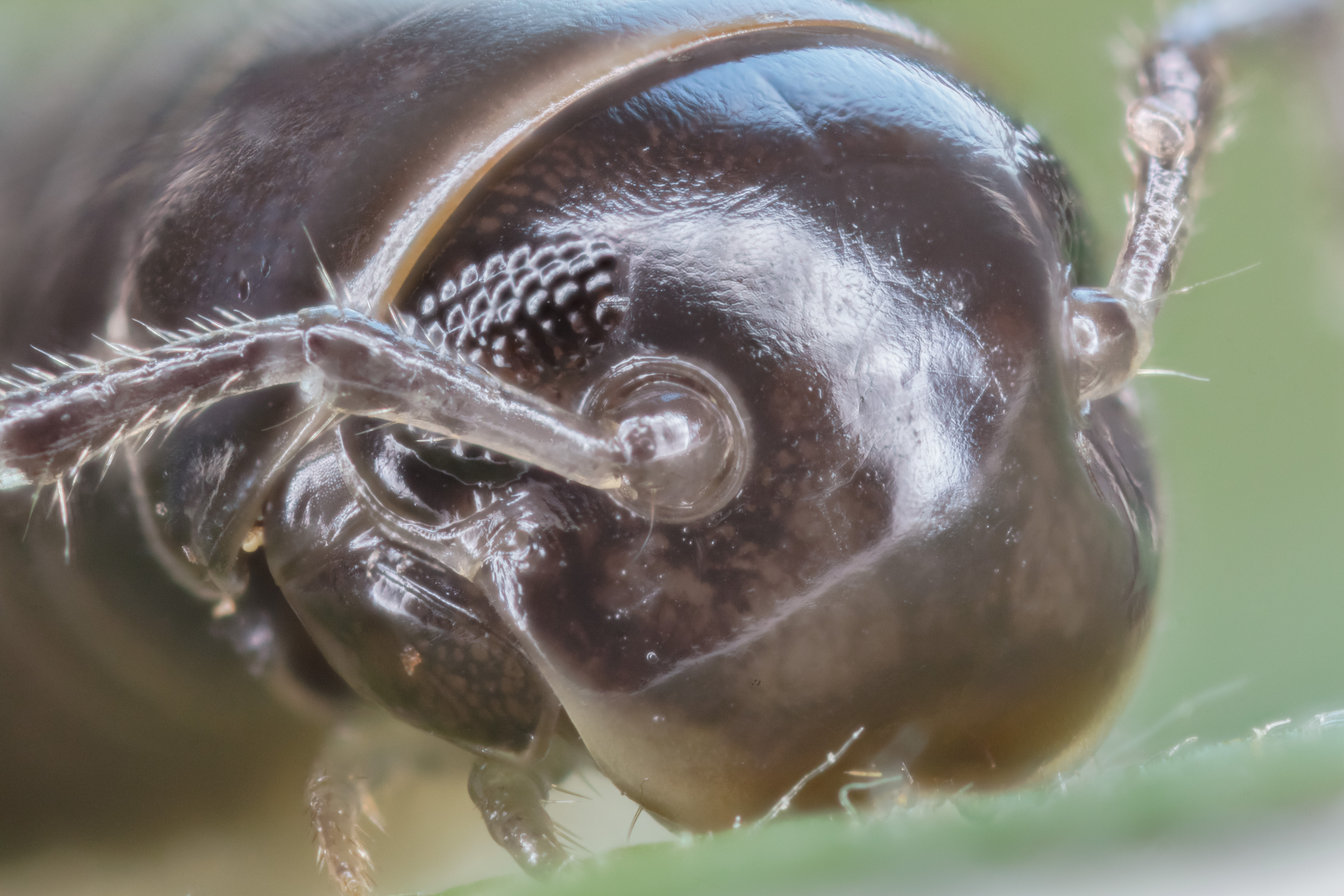
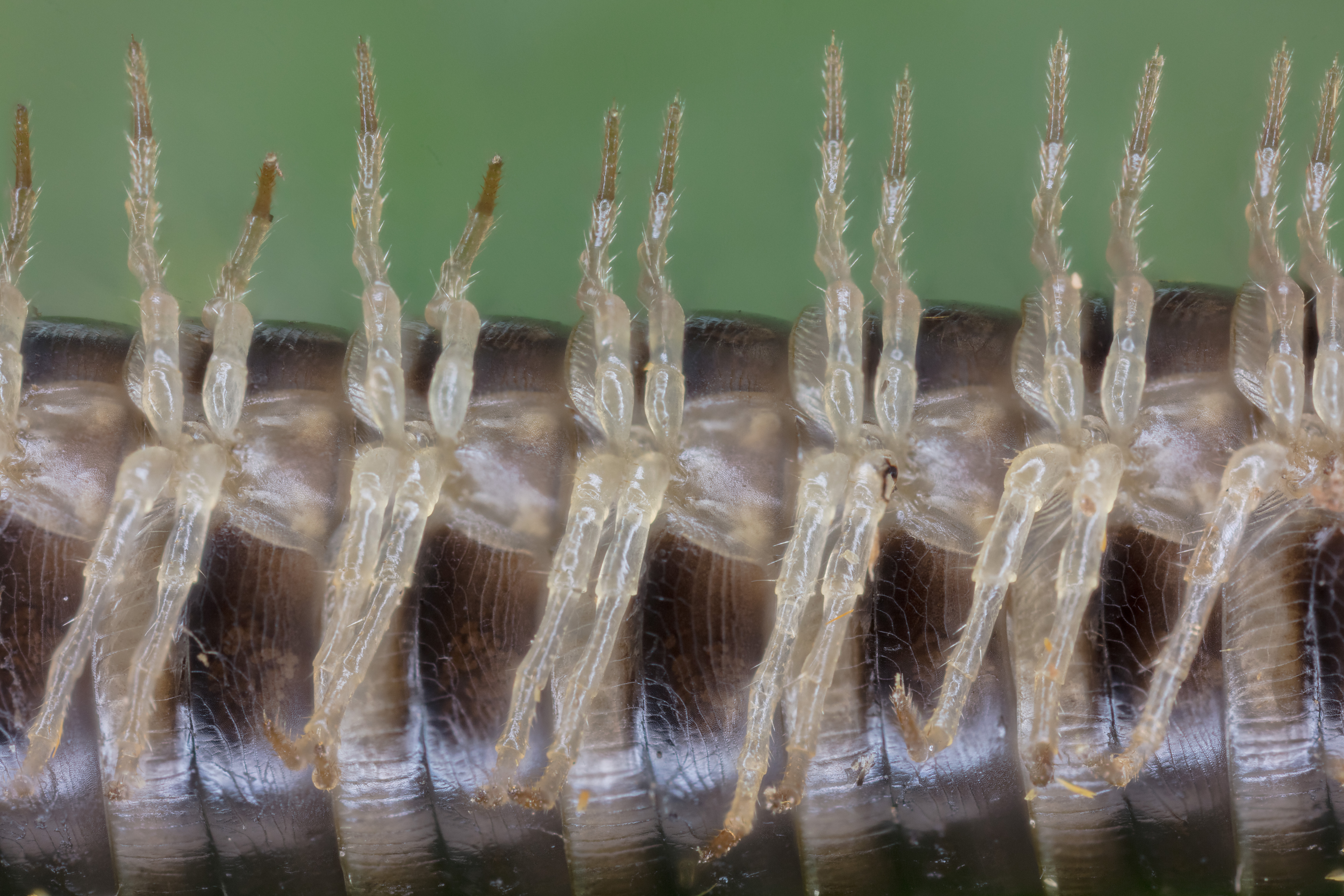